# Такасі Муракамі
Такаші Муракамі (яп. 村上 隆; нар. 1 лютого 1962, Токіо, Японія) — сучасний японський художник, живописець, скульптор і дизайнер. 
Живе та працює в Токіо та Нью-Йорку. Відомий стиранням грані між елітарним та масовим мистецтвом. Такаші запровадив термін «суперфлет», що описує як естетичні елементи японської художньої традиції, так і природу післявоєнної японської культури та суспільства, а також художній стиль Муракамі та інших японських художників, на яких він вплинув.

## Галерея

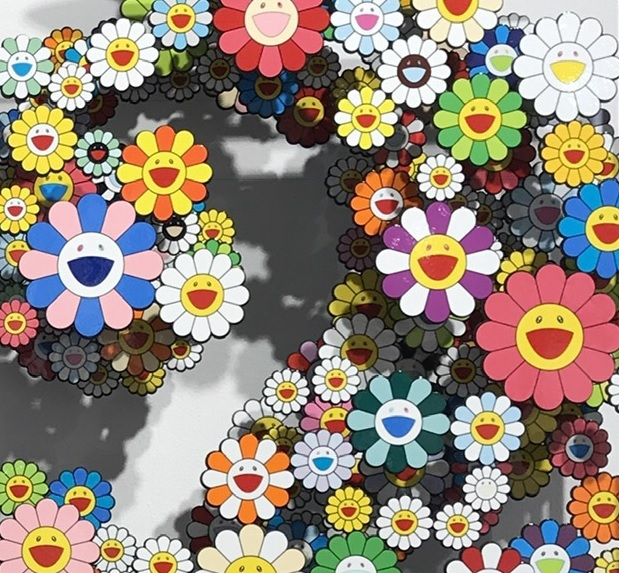
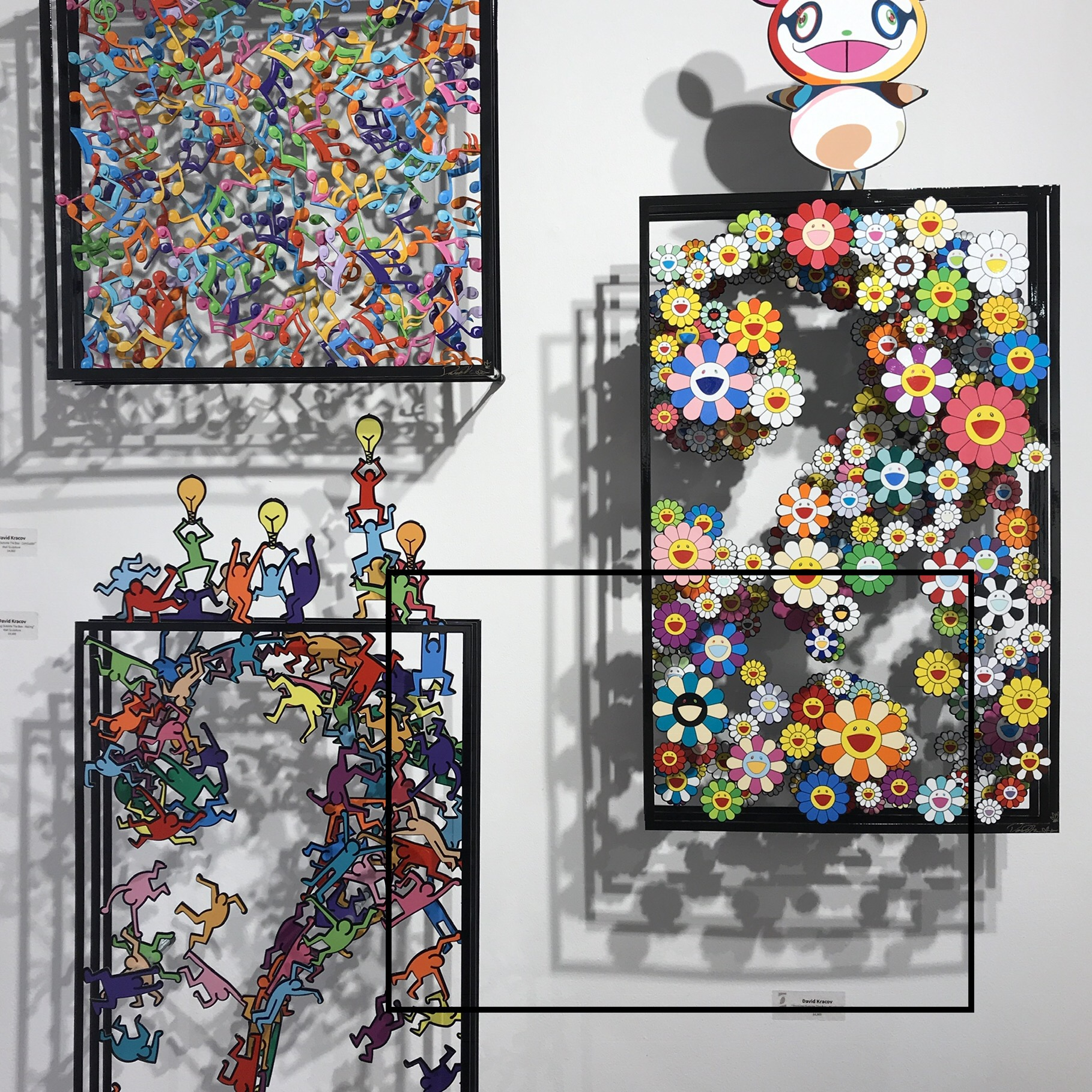
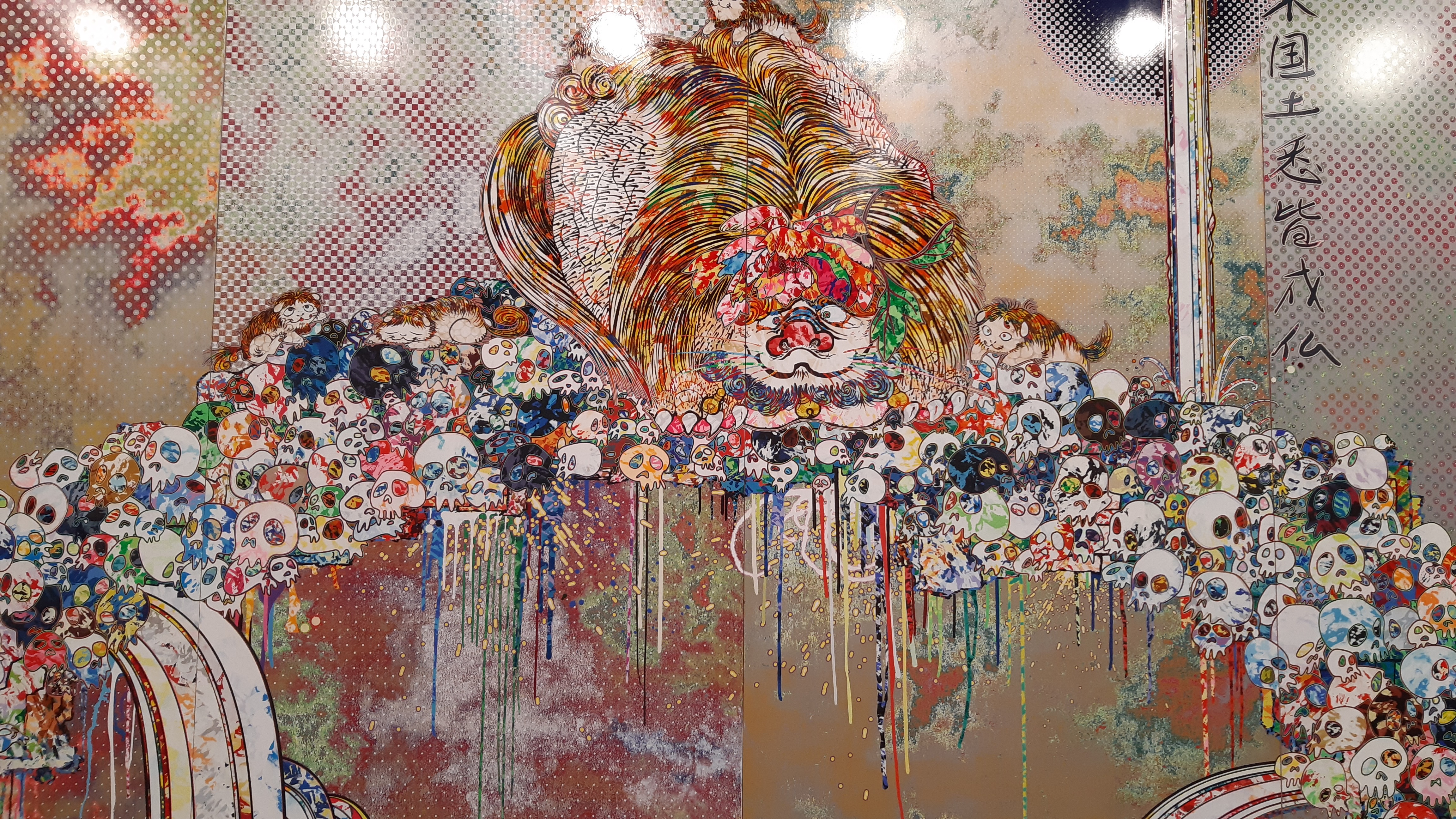
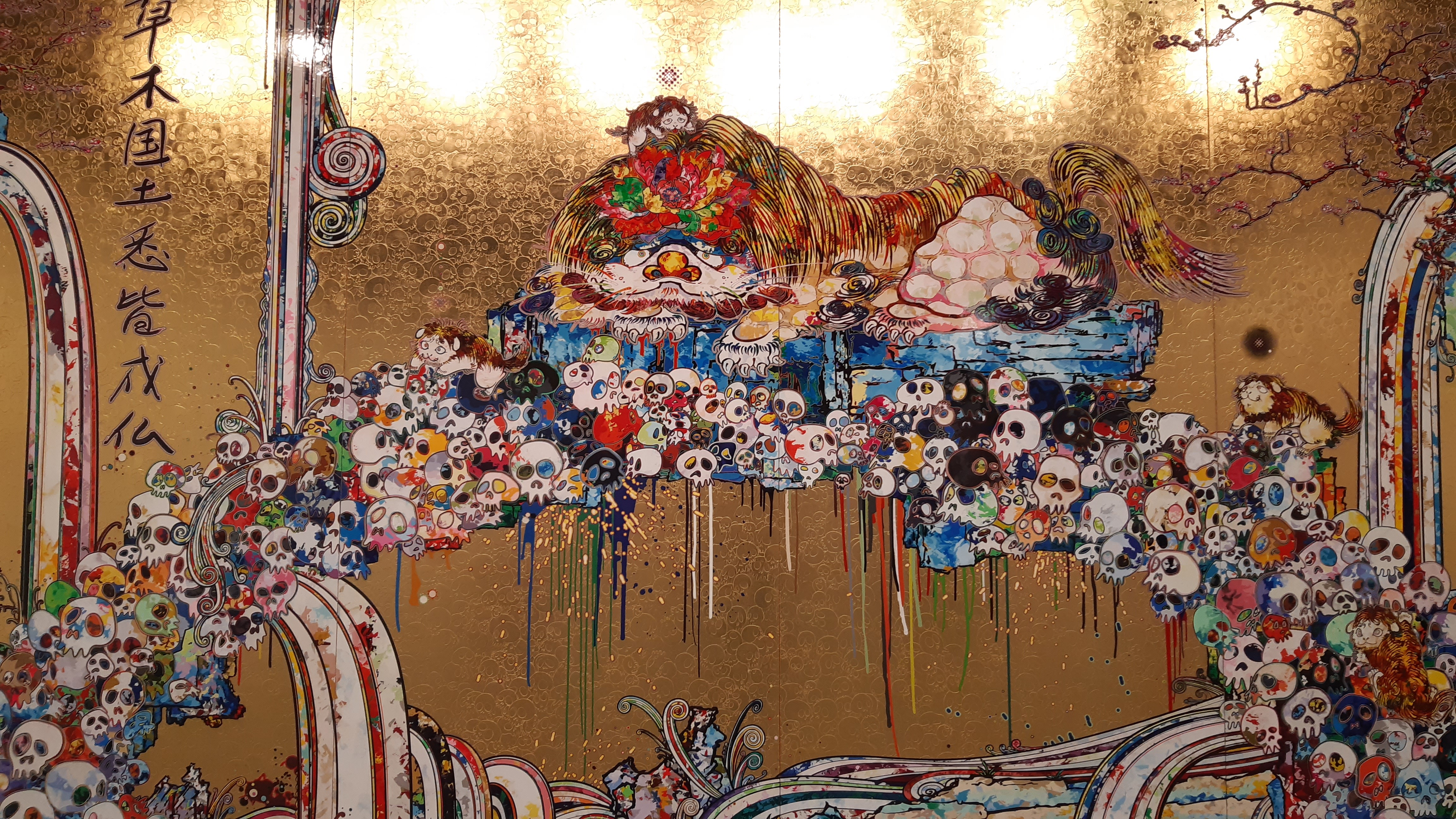